# Björkkullstjärnarna
Björkkullstjärnarna är en sjö i Ljusdals kommun i Hälsingland och ingår i Ljusnans huvudavrinningsområde. Sjön har en area på 0,0408 kvadratkilometer och ligger 252,2 meter över havet.

## Delavrinningsområde
Björkkullstjärnarna ingår i det delavrinningsområde (687783-147211) som SMHI kallar för Ovan VDRID = Björkån i Ljusnans vattendragsyta. Medelhöjden är 272 meter över havet och ytan är 3,05 kvadratkilometer. Räknas de 959 avrinningsområdena uppströms in blir den ackumulerade arean 10 759,78 kvadratkilometer. Avrinningsområdets utflöde Ljusnan mynnar i havet. Avrinningsområdet består mestadels av skog (91 procent). Avrinningsområdet har 0,17 kvadratkilometer vattenytor vilket ger det en sjöprocent på 5,7 procent.